# Bazilles ateljé
Bazilles ateljé (franska: L'atelier de Bazille) eller Ateljén på rue de la Condamine (L'Atelier de la rue de la Condamine) är en oljemålning av den franske konstnären Frédéric Bazille från 1870. Den ingår i Musée d'Orsays samlingar i Paris sedan 1986.
Målningen visar Auguste Renoir och Bazilles gemensamma ateljé på rue de la Condamine i Paris. Den långe mannen i mitten av bilden är Bazille själv. Han visar upp en målning för den hattprydde mästaren Édouard Manet som kommit på besök för att inspektera de yngre konstnärernas senaste verk. Vid pianot sitter Bazilles vän Edmond Maître. De tre personerna till vänster kan vara Auguste Renoir (sittande), Claude Monet och Zacharie Astruc. I ett brev till sin far angav Bazille att det var Manet som målade in honom i bilden och i Musée d'Orsays katalog anges också Manet som upphovsman även om målningen endast är signerad Bazille. 

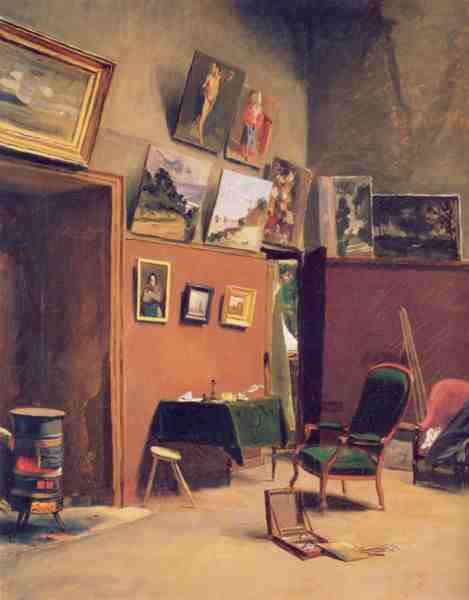
Ateljén på rue Furstenberg från 1865 (80 x 65 cm), Musée Fabre i Montpellier.

På väggen ovanför Maître hänger ett stilleben av Monet. Bazille kom från en välbärgad familj och han stödde sin vän Monet genom att köpa hans konst. Till vänster om Monets stilleben hänger Bazilles La Toilette (1869–1870,  Musée Fabre) och ovanför dessa båda målningar Renoirs Paysage avec deux personnages. På den vänstra väggen ovanför trappan hänger Bazilles Fiskare med nät (1868, privat ägo). 
Bazille var nära vän med Claude Monet och Auguste Renoir, som han båda porträtterade, och ingick i den krets som sedermera skulle kallas impressionisterna. Han dog dock redan 1870 i det fransk-tyska kriget och deltog därför aldrig i deras gemensamma utställningar. Bazille delade först ateljé med Monet på 6 Place de Furstenburg, samma adress som Eugène Delacroix hade sin ateljé. Även denna ateljé avbildade han i oljemålningen Ateljén på rue Furstenberg (franska: Atelier de la rue Furstenberg) från 1865. Från 1 januari 1868 till 15 maj 1870 delade han ateljén med Renoir rue de la Condamine.   